# Östen med Resten
Ej att förväxla med Östen med rösten.
Östen med Resten är en musikgrupp från Hälsingland. De musikaliska rötterna återfinns i den svenska folkmusiken. 
Gruppen bildades 1985. Lasse Berghagen döpte om dem till Östen mä Resten vid ett tillfälle. 
Östen med Resten blev rikskända när de fick leda SVT:s caféprogram från Sundsvall i början av 1990-talet.
Gruppen har deltagit i Melodifestivalen 2002 och 2003 där de framförde låtarna Hon kommer med solsken och Maria. De ställde även upp i 2006 års upplaga av Melodifestivalen med låten Ge mig en kaka till kaffet, skriven av Thomas G:son.
Medlemmarna är Jens Kristensen, Östen Eriksson, Staffan Lindfors och Gunnar Morén. 
Tidigare medlemmar har varit Nisse Damberg (fiol), Peppe Lindholm (trummor), Tord Nyman (trummor) och Bengan Janson (dragspel).

## Diskografi
- 1986 – Östen mä Resten
- 1989 – Syntfritt
- 1992 – Ta CD:n dit du kommer
- 1994 – 1986–1994 (samlingsalbum)
- 1995 – ...och bilen går bra?
- 1996 – Njutånger
- 1997 – Mord och inga visor
- 2001 – Originallåtar
- 2002 – Greatest of the Best (samlingsalbum)
- 2003 – Maria
- 2006 – Kakor, kvinnor och ufon
- 2006 – Östen med Resten sjunger Evert Taube
- 2007 – 19 bästa och resten med Östen (samlingsalbum)